# Justin Bergman
Justin Bergman (* 20. April 1987) ist ein US-amerikanischer Poolbillardspieler.

## Karriere
Seine ersten größeren Erfolge erreichte Bergman 2005, als er bei einem Turnier der Viking Tour den vierten Platz erreichte und das High Pockets Super 9-Ball gewann. 2006 gewann er die BEF Junior Nationals in der Altersklasse U-19. Auf der Midwest 9-Ball Tour erreichte er 2007 einmal den zweiten Platz. Im gleichen Jahr gewann er zudem die Annual Turkey Shootout 9-Ball Open.
2008 gewann Bergman zwei Turniere der Midwest 9-Ball Tour und wurde einmal Zweiter. Bei der Viking Tour gewann er ebenfalls ein Turnier.
Bei den US Bar Table Championship erreichte im 8-Ball und im 9-Ball den 13. Platz.
Im Januar 2011 wurde Bergman Zweiter beim Fargo Midwinter Shootout. Im März wurde er Dritter bei einem Turnier der Great Southern Billiard Tour. Auf dieser Tour gewann er 2012 ein Turnier und erreichte einmal den zweiten Platz.
2013 gewann Bergman ein Amateur-Turnier der Simonis Cloth Classic Tour. Im Juni 2013 gewann er nach dem 17. Platz bei der Ultimate 10-Ball Championship, den One-Pocket-Wettbewerb des Southern Classic im Finale gegen Francisco Bustamante. Im September gewann er erneut ein Turnier der Midwest 9-Ball Tour.
Im Januar 2014 gewann Bergman die River City 9-Ball Open und wurde Vierter im One Pocket beim Derby City Classic und bei den US Open One Pocket. Nachdem er im März Zweiter beim Big Tyme Classic wurde, gewann er im April die Smokin Aces Bar Box Open im Finale gegen Corey Deuel. Im Juni 2014 belegte er den zweiten Platz bei der Big Dog One Pocket Championship.
Beim World 14.1 Tournament 2014 schied er im Achtelfinale gegen Jewgeni Stalew aus. Im August gewann er die Carom Room Classic. Bei den US Open 2014 kam er auf den 17. Platz.
Bergman war bislang zweimal Teil der amerikanischen Mannschaft beim Mosconi Cup (2014 und 2015), die jeweils der europäischen Mannschaft unterlag.